# Uku (Estonie)
Uku est un village de la commune de Kadrina du comté de Viru-Ouest en Estonie.
Au 31 décembre 2011, il compte 37 habitants.